# Spettroscopia di fluorescenza
La spettroscopia di fluorescenza è una tecnica spettroscopica di emissione operante nel campo della radiazione ultravioletta e visibile.

## Principio e funzionamento
La fluorescenza è un processo di decadimento radiativo per cui una molecola assorbe radiazioni nel campo ultravioletto e le emette nel visibile, con una frequenza cioè più bassa di quella iniziale.
Quando una molecola viene eccitata dall'assorbimento di un fotone, passa dal livello energetico fondamentale a uno eccitato con una transizione elettronica. All'interno di ogni stato eccitato sono presenti vari livelli vibrazionali.
 
Attraverso urti con altre molecole, la molecole eccitata comincia a perdere energia vibrazionale fino a che raggiunge il più basso stato vibrazionale del livello eccitato. A questo punto la molecola decade a uno dei livelli vibrazionali dello stato fondamentale, emettendo in questo processo un fotone; avendo in parte già dissipato l'energia acquisita, il salto energetico E'→F sarà minore del salto F→E e quindi la radiazione sarà emessa con una frequenza minore di quella iniziale (spostamento di Stokes). Poiché nello stato fondamentale ci sono vari livelli vibrazionali, i fotoni emessi avranno energie differenti e di conseguenza anche le frequenze emesse saranno differenti.
Di conseguenza, analizzando lo spettro delle frequenze della luce emessa, assieme alle loro diverse intensità, si possono ricavare informazioni sulla struttura dei livelli vibrazionali implicati.
L'ordine di grandezza tipico del fenomeno è di 10−9 secondi. Nella prassi comune si può sfruttare la tendenza naturale di una molecola organica a presentare fluorescenza, grazie alla presenza di specifici fluorofori, mentre in presenza di ioni inorganici occorre procedere alla loro preventiva complessazione con formazione di composti fluorescenti.
Dal punto di vista strumentale, rispetto alla classica spettroscopia ultravioletta/visibile, le principali differenze sono dovute all'uso di sorgenti quali le lampade allo xeno o a vapori di mercurio, alla necessità di un secondo monocromatore posto dopo l'alloggiamento del campione e alla disposizione del rivelatore ad angolo di 90° rispetto al raggio di eccitazione. I rivelatori utilizzati sono i fotomoltiplicatori e i fotodiodi (come il PDA).
Usando uno strumento con due monocromatori, uno dopo la sorgente e uno dopo la cella del campione, è possibile ottenere due tipi di spettri:
- spettro di emissione: mantenendo costante la lunghezza d'onda di eccitazione e facendo variare la lunghezza d'onda di emissione
- spettro di eccitazione: mantenendo costante la lunghezza d'onda di emissione e registrando il variare della sua intensità in funzione del variare della lunghezza d'onda di eccitazione.

La relazione che lega l'intensità della fluorescenza con la concentrazione è la seguente:
{\displaystyle I_{F}=SFI_{0}(1-10^{-\epsilon _{\lambda }l\ C})}
dove
- IF = intensità della radiazione fluorescente;
- I0 = intensità della radiazione incidente;
- S = costante che dipende dall'efficienza quantica, con valore inferiore a uno;
- F = costante di natura strumentale che esprime la capacità di convogliare l'intera emissione fluorescente al rivelatore, assume valore inferiore a uno;
- ελ = estinzione molare;
- l = cammino ottico;
- C = concentrazione molare.